# Brunssum
Brunssum (em limburguês: Broenssem) é um município dos Países Baixos, situado na província de Limburgo. Tem 17,34 km² de área e sua população em 2020 foi estimada em 27.709 habitantes.